# Parlament Republiki Mołdawii
Parlament Republiki Mołdawii (rum. Parlamentul Republicii Moldova) – główny organ władzy ustawodawczej w Mołdawii. Ma charakter unikameralny i składa się ze 101 członków wybieranych na czteroletnią kadencję. Wybory przeprowadzane są w jednym okręgu wyborczym, obejmującym całe terytorium kraju. Stosuje się ordynację proporcjonalną i metodę D’Hondta. Obowiązuje próg wyborczy na poziomie 5% dla partii i organizacji oraz 3% dla kandydatów niezależnych. Czynne i bierne prawo wyborcze przysługuje obywatelom mołdawskim w wieku co najmniej 18 lat. Osoby posiadające podwójne obywatelstwo mogą kandydować, ale jeśli zostaną wybrane, przed objęciem mandatu muszą przynajmniej rozpocząć procedurę zrzeczenia się obywatelstwa innego niż mołdawskie.
Wybory do parlamentu (Najwyższej Rady) Mołdawskiej SRR odbyły się w 1990, 23 maja 1991 (ogłoszenie niepodległości jako Republika Mołdawii) zmieniono nazwę na Parlament Republiki Mołdawii.
Kierownictwo:
- Przewodniczący: Igor Grosu (Partia Akcji i Solidarności, PAS)

- Wiceprzewodniczący: Doina Gherman(inne języki) (PAS), Vlad Batrîncea(inne języki) (Blok Komunistów i Socjalistów, BES)